# 라창
라창(중국어 간체자: 腊肠, 정체자: 臘腸, 병음: làcháng) 또는 랍청(광둥어: 臘腸, 월병: laap6 coeng2)은 중국 남부의 광둥, 쓰촨, 장쑤, 저장, 및 홍콩 요리에 쓰이는 중국 소시지이다.
쓰촨식 라창은 고춧가루와 화자오가루, 두반장이 들어가, 다른 지역의 소시지와 다른 독특한 풍미를 지닌다. 라창이 들어가는 대표적인 중국 남부 요리로는 차오판(볶음밥)과 노마이가이(찹쌀닭)가 있다. 전통시장 등에서는 케이싱을 씌우지 않은 전통적인 형태의 소시지를 볼 수 있다.

## 중국 외 지역

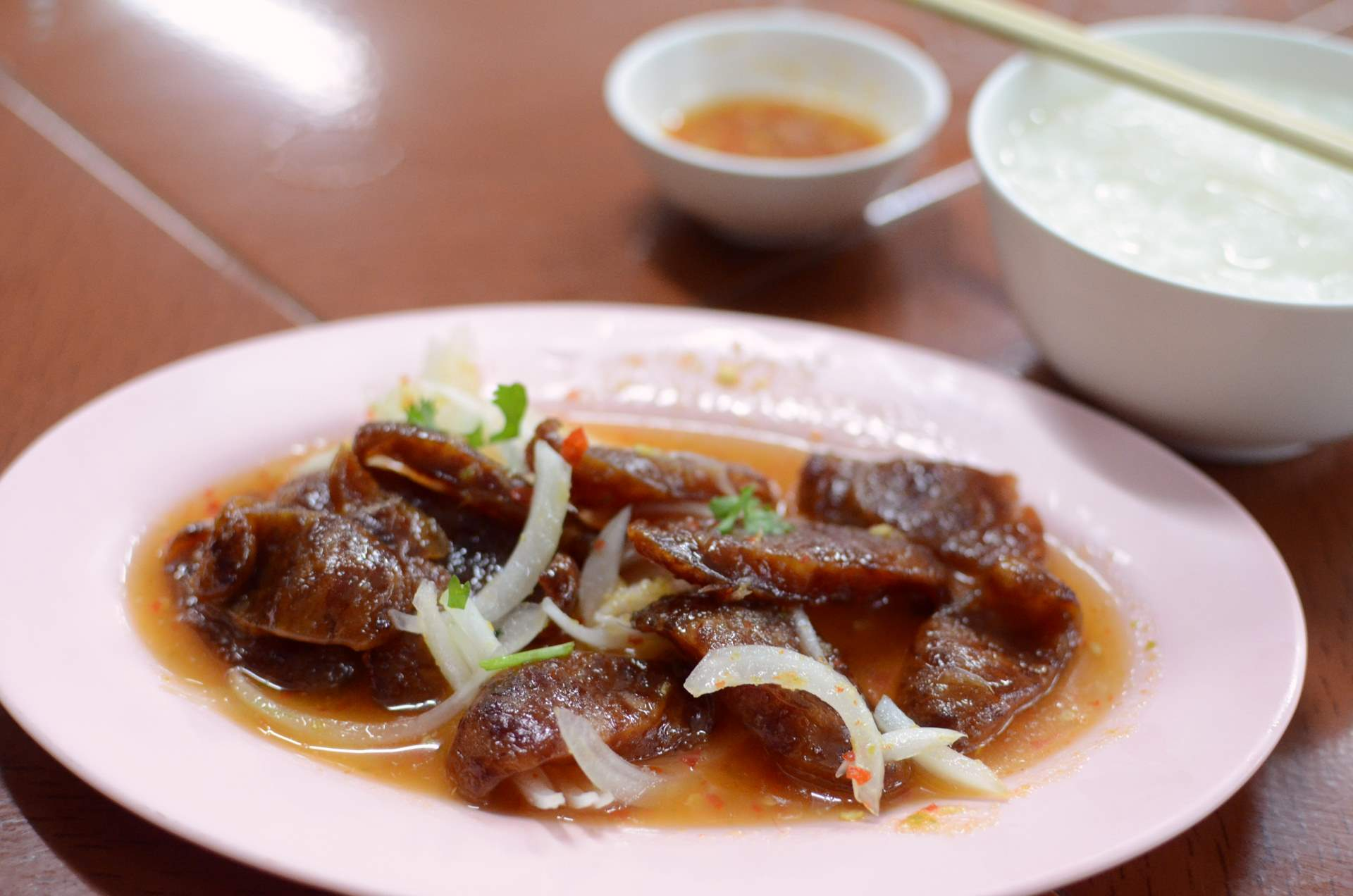
얌 꾼치앙(태국식 꾼치앙 샐러드)

미얀마에서는 라창이 우차운(အူချောင်း)이라 불린다. 닭고기로 만든 "쩻 우차운(ကြက်အူချောင်း)"과 돼지고기로 만든 "웻 우차운(ဝက်အူချောင်း)"이 있는데, 싱가포르나 중국에서 생산되는 소시지보다 더 밀도 있고 단단하다. 주로 볶음밥에 쓰이거나, 양배추 등 채소와 함께 볶아 낸다.
베트남에서는 라창이 랍쓰엉(lạp xưởng)이라 불리며, 쏘이, 보삐어 등 여러 가지 요리에 쓰인다. 흔히 쓰이는 종류로 돼지고기로 만든 "랍쓰엉 해오(lạp xưởng heo)"와 닭고기로 만든 "랍쓰엉 가(lạp xưởng gà)"가 있으며, 닭고기로 만든 것이 덜 기름진 맛이 난다.
싱가포르에서는 저지방, 저염, 고섬유 등 건강식 라창이 생산된다.
태국에서는 라창이 꾼치앙(กุนเชียง)이라 불리는데, 어원은 태국 화교들이 주로 쓰는 언어인 차오저우어에서 소시지를 부르는 말인 "꾸엥치앙(灌腸)"이다. 태국 화교들이 모인 차이나타운에서 파는 태국식 중국 요리에 쓰이며, 샐러드인 얌 꾼치앙 등 몇몇 태국 요리에도 들어간다. 줄무늬가물치 등 생선을 넣은 꾼치앙이 생산되기도 한다.
필리핀에서는 라창이 "마카오식 롱가니사"라는 뜻의 롱가니사 마카우(longganisa Macau)라고 알려져 있다. 판싯 칸톤이나 시오파오 등 필리핀식 중국 요리에 쓰인다.
서양의 아시아 식료품점에서도 라창을 찾아볼 수 있다. 주로 진공포장되어 판매하지만, 밀봉되지 않은 것을 파는 곳도 있다. 이 경우에는 현지에서 생산된 것일 가능성이 큰데, 특히 캐나다에서 팔리는 라창은 거의 대부분 밴쿠버와 토론토에서 생산된 것이다. 미국 하와이에서도 라창을 쉽게 찾아볼 수 있으며, 이는 하와이에 정착한 중국계 주민과 함께 라창이 현지 요리에 녹아들었기 때문이다.

## 같이 보기
- 샹창
- 훙창